# Teemu Riihijärvi
Teemu Riihijärvi (né le 1er mars 1977 à Espoo en Finlande) est un joueur professionnel finlandais de hockey sur glace.

## Carrière de joueur
En 1993, il fait ses débuts avec son club formateur du Kiekko-Espoo en SM-liiga. Il est choisi en 1995 au cours du repêchage d'entrée dans la Ligue nationale de hockey par les Sharks de San José en 1er ronde, en 12e position. Il n'a jamais évolué en Amérique du Nord. Il a porté les couleurs du Lukko Rauma, des Pelicans Lahti et du SaiPa Lappeenranta. Il est parti jouer deux ans en Elitserien avec le Södertälje SK de 2003 à 2005. En 2006, il met un terme à sa carrière après cinq parties avec le club de sa ville natale.

## Carrière internationale
Il a représenté l'Équipe de Finlande en sélection jeune.

## Statistiques
Pour les significations des abréviations, voir Statistiques du hockey sur glace.

### En club
| Saison    | Équipe             | Ligue      |    | Saison régulière | Saison régulière | Saison régulière | Saison régulière | Saison régulière |    | Séries éliminatoires | Séries éliminatoires | Séries éliminatoires | Séries éliminatoires | Séries éliminatoires |
| Saison    | Équipe             | Ligue      | PJ | B                | A                | Pts              | Pun              | PJ               | B  | A                    | Pts                  | Pun                  |                      |                      |
| 1993-1994 | Kiekko-Espoo       | SM-liiga   | 13 | 1                | 1                | 2                | 6                | --               | -- | --                   | --                   | --                   |                      |                      |
| 1994-1995 | Kiekko-Espoo       | SM-liiga   | 13 | 1                | 0                | 1                | 4                | --               | -- | --                   | --                   | --                   |                      |                      |
| 1995-1996 | Kiekko-Espoo       | SM-liiga   | 2  | 0                | 0                | 0                | 0                | --               | -- | --                   | --                   | --                   |                      |                      |
| 1996-1997 | Kiekko-Espoo       | SM-liiga   | 47 | 3                | 1                | 4                | 8                | 4                | 0  | 0                    | 0                    | 0                    |                      |                      |
| 1997-1998 | Kiekko-Espoo       | SM-liiga   | 12 | 0                | 1                | 1                | 6                | --               | -- | --                   | --                   | --                   |                      |                      |
| 1997-1998 | Lukko Rauma        | SM-liiga   | 37 | 5                | 3                | 8                | 61               | --               | -- | --                   | --                   | --                   |                      |                      |
| 1998-1999 | Espoo Blues        | SM-liiga   | 53 | 2                | 4                | 6                | 75               | 4                | 0  | 0                    | 0                    | 0                    |                      |                      |
| 1999-2000 | Pelicans Lahti     | SM-liiga   | 26 | 6                | 2                | 8                | 38               | --               | -- | --                   | --                   | --                   |                      |                      |
| 2000-2001 | Pelicans Lahti     | SM-liiga   | 51 | 4                | 14               | 18               | 56               | 3                | 0  | 0                    | 0                    | 0                    |                      |                      |
| 2001-2002 | Pelicans Lahti     | SM-liiga   | 37 | 2                | 3                | 5                | 24               | 3                | 0  | 0                    | 0                    | 2                    |                      |                      |
| 2002-2003 | SaiPa Lappeenranta | SM-liiga   | 50 | 8                | 10               | 18               | 65               | --               | -- | --                   | --                   | --                   |                      |                      |
| 2003-2004 | Södertälje SK      | Elitserien | 34 | 5                | 6                | 11               | 48               | --               | -- | --                   | --                   | --                   |                      |                      |
| 2004-2005 | Södertälje SK      | Elitserien | 50 | 5                | 4                | 9                | 96               | 10               | 0  | 0                    | 0                    | 4                    |                      |                      |
| 2005-2006 | Espoo Blues        | SM-liiga   | 5  | 0                | 1                | 1                | 0                | --               | -- | --                   | --                   | --                   |                      |                      |